# Lockwood, Missouri
Lockwood är en ort i Dade County i Missouri.  Vid 2010 års folkräkning hade Lockwood 936 invånare.